# Повстанческий штаб региона Северского Донца
Повстанческий штаб региона Северского Донца — подпольный военно-политический центр руководства антибольшевистским движением сопротивления на территории Донецкой губернии УССР. Северодонецкий повстанком сотрудничал с Всеукраинским центральным повстанческим комитетом, ВУЦПК или Центральным украинским повстанческим комитетом, Цупкомом.

## История
В апреле 1921 года у станции Заринка Старобельского уезда Каменюк создал Повстанческий штаб региона Северского Донца, для координации действий местных атаманов махновской направленности:
- Терезова
- Савонова
- Золотого Зуба
- Гавриша
- Буданова
- Зайцева
- Саенко

Под началом Каменюка и этих махновских атаманов юга Харьковщины и севера Донбасса воевало тогда до 2,5 тысячи человек.